# 1726
Évszázadok: 17. század – 18. század – 19. század
Évtizedek: 1670-es évek – 1680-as évek – 1690-es évek – 1700-as évek – 1710-es évek – 1720-as évek – 1730-as évek – 1740-es évek – 1750-es évek – 1760-as évek – 1770-es évek
Évek: 1721 – 1722 – 1723 – 1724 –  1725 – 1726 – 1727 – 1728 – 1729 – 1730 – 1731

## Események
- III. Károly német-római császár elrendeli, hogy minden zsidó családból csak egy férfi nősülhet meg és alapíthat családot.[1]

## Az év témái

### 1726 az irodalomban
- Megjelenik Jonathan Swift Gulliver utazásai című könyve.[2]

## Születések
- február 16. – Friedrich von der Trenck, porosz lovassági katonatiszt, kalandor († 1794)
- június 3. – James Hutton, skót geológus, természettudós, kémikus, kísérleti gazdálkodó († 1797)
- május 6. – Szathmáry Király Pál, testőrtiszt, mérnök, festőművész († 1807)
- augusztus 10. – Fabri Ferenc, jezsuita rendi pap, tanár, költő († 1791)
- november 28. – Andrija Blašković (magyarosan Blaskovich András), horvát jezsuita rendi tanár († 1797)
- december 1. – Eggert Ólafsson izlandi költő, néprajz- és természettudós († 1768)

## Halálozások
- február 26. – II. Miksa Emánuel, bajor választófejedelem, császári tábornagy, hadvezér (* 1662)